# Metro de Londres
El Metro de Londres (del inglés: London Underground) es una red de ferrocarril metropolitano operada por organismo público Transport for London y que da servicio al Gran Londres así como algunas zonas de los condados adyacentes de Buckinghamshire, Essex y Hertfordshire en Inglaterra. Coloquialmente también se le conoce como the Tube (el tubo), debido a la forma tubular característica de sus túneles.
Tiene sus orígenes en el Metropolitan Railway, el primer sistema ferroviario subterráneo de transporte de pasajeros del mundo. Fue inaugurado el 10 de enero de 1863, y su trazado ahora forma parte de las líneas Circle, District, Hammersmith & City y Metropolitan. La primera locomotora eléctrica se usó en 1890, en el trayecto que ahora forma parte de la línea Northern. En el año 2021 tuvo 296 millones de pasajeros, siendo la primera red a nivel mundial en esta magnitud.
Los primeros túneles fueron construidos a pocos metros bajo tierra, utilizando la técnica cut-and-cover. Más tarde, se excavaron a mayor profundidad túneles más pequeños y más o menos circulares, que dieron lugar a su apodo. La red cuenta con 11 líneas y 272 estaciones, a lo largo de más de 400 kilómetros. A pesar de su nombre, solo el 45% del sistema está soterrado: una buena parte del trazado a las afueras de Londres se encuentra en superficie. Además, el metro no cubre la mayoría de zonas al sur de Londres, ya que solo cuenta con 33 estaciones al sur del río Támesis.
Las primeras líneas de metro, originalmente propiedad de varias empresas privadas, se unificaron bajo la marca Underground a principios del siglo XX, y finalmente se fusionaron junto con las líneas subterráneas y los servicios de autobús en 1933 para formar London Transport bajo el control de la organización London Passenger Transport Board (LPTB). El operador actual, London Underground Limited (LUL), es una filial de Transport for London (TfL), la corporación legal responsable de la mayoría de medios de transporte público de Londres. En 2015, el 92% de los costes operativos eran cubiertos por los billetes de los pasajeros.
El metro de Londres es reconocido por sus contribuciones al diseño gráfico inglés y su influencia en el de otros medios de transporte del resto del mundo. El plano esquemático, diseñado por Harry Beck en 1931, fue galardonado en 2006 como icono nacional del diseño. Su identidad corporativa se extendió a otros sistemas de transporte público de la ciudad como el Overground, los autobuses de Londres el Docklands Light Railway o la Elizabeth Line. Otros elementos famosos de la marca Undeground incluyen su redondel (roundel) y la tipografía Johnston, creada por Edward Johnston en 1916.

## Historia

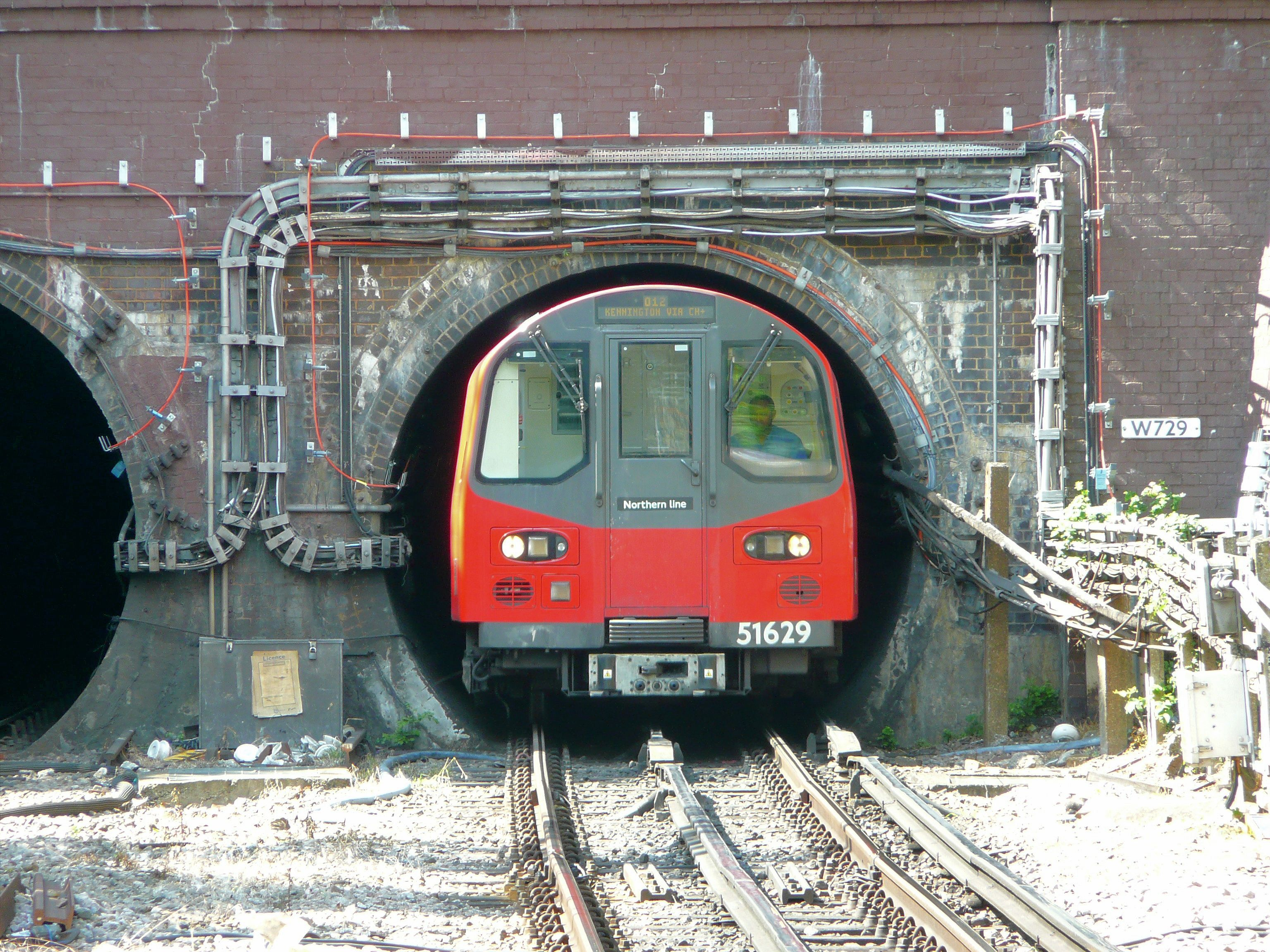
El Tubo.

### Comienzos
La primera sección del metro, llamada Metropolitan Railway (MetR, abreviadamente), realizaba inicialmente un trayecto entre Paddington (Bishop's Bridge), actualmente solo Paddington, y Farringdon Street, una estación temporal cerca de la actual estación de Farringdon. Esta línea se convirtió en el primer trayecto de ferrocarril subterráneo de pasajeros del mundo. Aunque la autorización para su construcción se logró en 1854, una serie de retrasos debidos a motivos financieros y a otras razones retrasaron la inauguración de la línea hasta el 10 de enero de 1863. Ese día, 40 000 pasajeros utilizaron el novedoso medio de transporte; la frecuencia de los trenes era de 10 minutos. La línea fue ampliada en repetidas ocasiones; para 1880 ya la usaban hasta 40 millones de pasajeros al año, y en 1884 se finalizó la línea conocida como Inner Circle, actualmente Circle Line.
En esa época utilizaban locomotoras a vapor, por lo que era necesario disponer de numerosos huecos de ventilación para la salida del vapor. Uno de los ejemplos más curiosos de espacio de ventilación se encuentra en el 23 y 24 de Leinster Gardens. Esas casas fueron demolidas para la construcción de la línea District entre Paddington y Bayswater, dejando ese espacio a cielo abierto para ventilación. Para evitar romper la estética de la calle se levantó una fachada de hormigón que imitara el diseño del resto de las fachadas de la calle.
El desarrollo de locomotoras eléctricas permitió la construcción de túneles a mayor profundidad de la que permitía la técnica del muro pantalla, utilizada hasta ese momento. Además, se mejoraron las técnicas para la construcción de túneles a gran profundidad. La primera línea de este tipo (llamadas deep-level) y operada con locomotoras eléctricas fue la City & South London Railway (actualmente parte de la Northern Line), inaugurada en 1890.

### Desarrollo en elsigloXX
A principios del siglo XX, había un total de seis compañías que explotaban las diferentes líneas del Metro. Esto ocasionaba multitud de problemas para los pasajeros, como tener que salir a superficie y andar una cierta distancia para realizar transbordo entre líneas. Además, los costes de mantenimiento de las líneas eran muy elevados, por lo que muchas de las compañías buscaban apoyo financiero para obtener el dinero necesario para expandir sus redes de Metro, así como para electrificar las más antiguas, que todavía utilizaban locomotoras de vapor.
El inversor más importante de esta época fue el estadounidense Charles Yerkes. Entre 1900 y 1902 adquirió el Metropolitan District Railway, junto con la aún no finalizada Charing Cross, Euston & Hampstead Railway (actualmente parte de la línea Northern). Además, también se hizo con el Great Northern & Strand Railway, el Brompton & Piccadilly Circus Railway (ambas fusionadas en el Great Northern, Picadilly & Brompton Railway), el núcleo de la línea Picadilly y el Baker Street & Waterloo Railway (actualmente la línea Bakerloo). Gracias a todas estas adquisiciones, el 9 de abril de 1902, Yerkes fundó la Underground Electric Railways of London Company Ltd.
Además de estas líneas de Metro, la empresa poseía tres líneas de tranvía; también adquirió la London General Omnibus Company. La empresa pasó a conocérsela coloquialmente como "Combine".
El 1 de enero de 1913, la UERL absorbió otras dos líneas de Metro, la City & South London Railway y el Central London Railway (esta fue la última línea importante que atravesó la ciudad de este a oeste, inaugurada el 30 de julio de 1900 y que unía las estaciones Bank y Shepherd's Bush.

### Años 1930 y 1940
En 1933 se creó una corporación pública llamada London Passenger Transport Board. El "Combine" y todas las líneas de autobús y tranvía, tanto municipales como independientes, se unieron dentro de esta nueva corporación, germen de la actual Transport for London. Se inició un plan de expansión de la red de Metro a desarrollar entre los años 1935 y 1940, el cual incluiría tanto la ampliación de líneas existentes como hacerse con el control de otras líneas no pertenecientes al Combine; este plan quedó suspendido con la llegada de la II Guerra Mundial. 
Debido al Blitz (bombardeo de Londres por la aviación alemana), desde mediados de 1940 se utilizaron muchas de las estaciones de Metro como refugios antiaéreos; en los cuales llegaron incluso a desarrollarse instalaciones sanitarias y alimentarias.

### Desarrollo posterior a la guerra

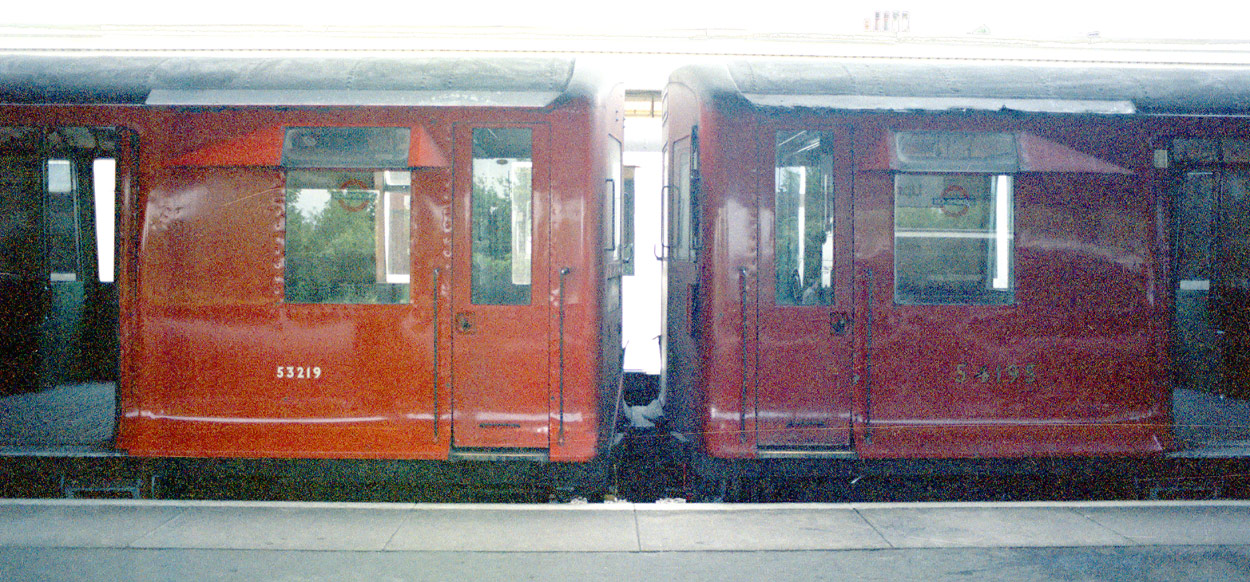
Coches del Metro de Londres.

Una vez finalizada la guerra, la congestión en el Metro aumentó en gran medida. Se realizaron nuevos planes para procurar rebajar el nivel de congestión. Así, se realizó un estudio cuidados para la línea Victoria, la cual tiene un trayecto en diagonal noreste-suroeste pasando bajo el centro de la ciudad. Esta línea absorbió gran cantidad del tráfico extra aparecido en los últimos años. Por otro lado, la línea Piccadilly llegó al Aeropuerto de Heathrow en 1977. La línea Jubilee, abierta en 1979, tomó parte de la línea Bakerloo, además de contar con túneles nuevos entre Baker Street y Charing Cross. Sucesivas ampliaciones de esta línea permitieron que en 1999 alcanzara Stratford, en el East End, incluyendo una completa remodelación del intercambiador de Westminster.
Desde enero de 2003 el Metro es operado de forma mixta por la iniciativa pública y la privada. Se ha cedido el mantenimiento de la infraestructura y de todo el parque móvil de trenes a compañías privadas, en concesiones de 30 años. La propiedad de esos elementos, junto con la explotación de las líneas, sigue corriendo por cuenta de TfL.
Originalmente, el color rojo de los trenes CO/CP/CP fueron pintados en rojo oscuro y aparece con letras de color dorado (con ribete negro). En 1973 esto fue cambiado a la palabra 'bus' de color rojo con letras blancas. Esta imagen muestra las dos variantes de lado a lado.

## Infraestructura

### Estaciones y líneas

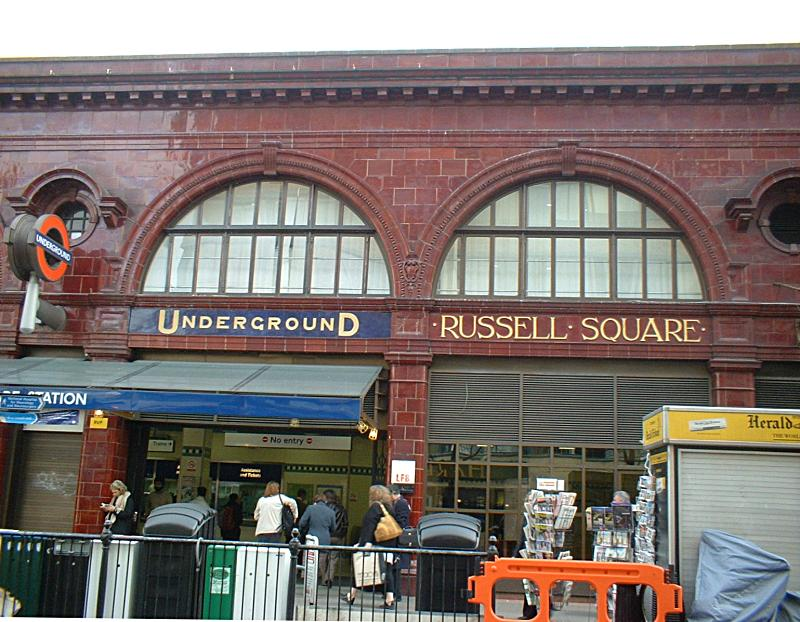
Estación de la Plaza Russell en la Piccadilly Line.

La tabla de abajo describe cada una de las líneas del metro de Londres, usando el color que se emplea para su representación en los mapas. También se da información sobre la fecha de apertura de la primera sección de cada línea y el tipo de túnel por el que circulan los vagones (subsuperficial hace referencia a una profundidad media de 5 metros; profundo amplía esta definición hasta los 20 metros, aunque esta distancia varía considerablemente). Mientras que las líneas de túnel son en su mayor parte auto-contenidas, las líneas de subsuperficie son parte de una red interconectada; cada una comparte vías con al menos dos otras líneas. El ordenamiento de subsuperficie es similar al del Metro de Nueva York, el cual también posee líneas "separadas" fuera de las vías compartidas.
El Metro de Londres posee 11 líneas. Hasta 2007 poseía una duodécima línea, la East London Line, pero fue cerrada por trabajos de conversión para transferirla al London Overground, y reabrió como una nueva línea de este en 2010.
| Nombre de la línea | Color         | Apertura | Tipo           | Longitud |
| --- | ------------- | -------- | -------------- | -------- |
| Bakerloo Line | Marrón        | 1906     | Profundo       | 23 km    |
| Central Line | Rojo          | 1900     | Profundo       | 74 km    |
| Circle Line1 | Amarillo      | 1884     | Subsuperficial | 22 km    |
| District Line | Verde         | 1868     | Subsuperficial | 64 km    |
| Hammersmith & City Line3 | Rosa          | 1864     | Subsuperficial | 14 km    |
| Jubilee Line | Gris plateado | 1979     | Profundo       | 36 km    |
| Metropolitan Line2 | Morado        | 1863     | Subsuperficial | 67 km    |
| Northern Line4 | Negro         | 1890     | Profundo       | 58 km    |
| Piccadilly Line | Azul          | 1906     | Profundo       | 71 km    |
| Victoria Line | Azul claro    | 1969     | Profundo       | 21 km    |
| Waterloo & City Line5 | Turquesa      | 1898     | Profundo       | 2,4 km   |
| 1. Circle Line se hizo conocida como tal en 1949, aunque ya tenía un servicio establecido durante mucho tiempo en el sistema. Circle Line no se construyó como una línea separada, sino que se creó como un servicio que usaba parte de las líneas Metropolitana y Regional. 2. Originalmente llamada Metropolitan District Railway. 3. Originalmente formaba parte de la Línea Metropolitana. No se le dio este nombre hasta 1990. 4. La línea más concurrida del sistema, con dos ramas en el centro de Londres. 5. Bajo control de Transport for London desde 1994. |               |          |                |          |

### Mapa

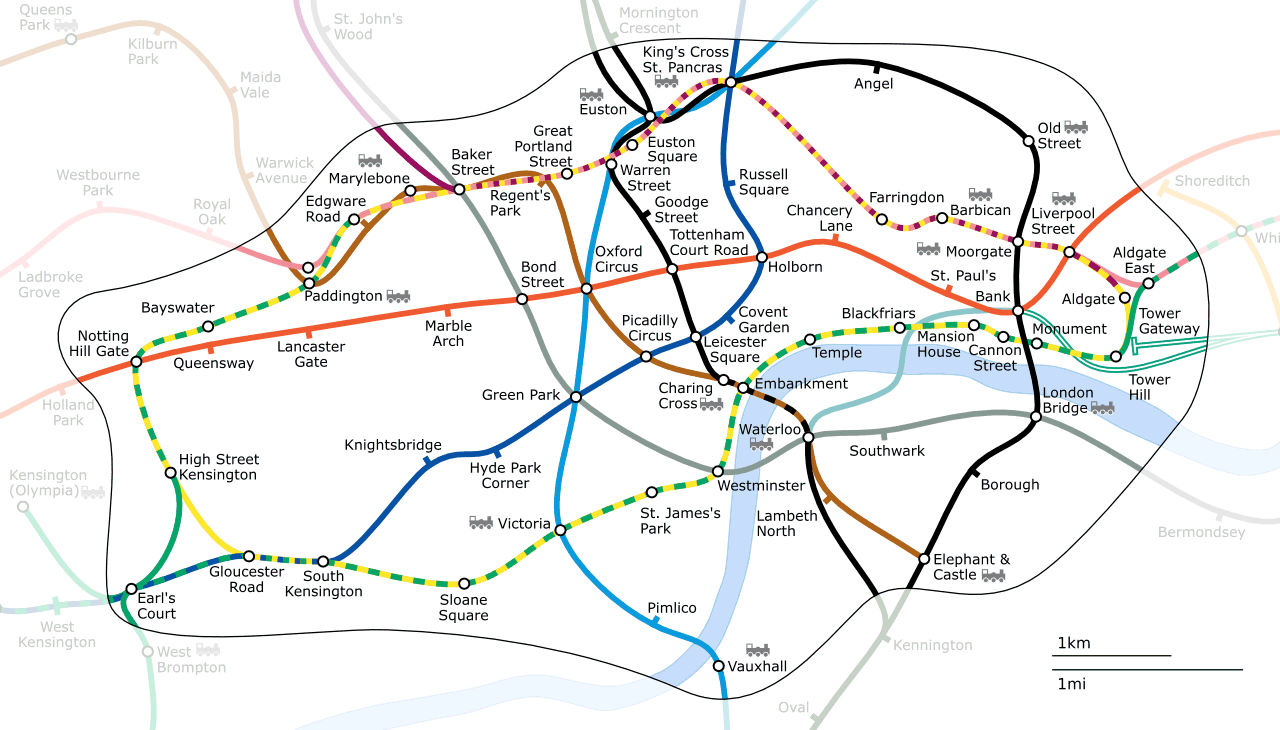
Parte de la red del Metro (solo se muestra la Zona 1). Este mapa utiliza una distribución más ajustada desde el punto de vista geográfico que los mapas habituales, que emplean un estilo similar de representación.

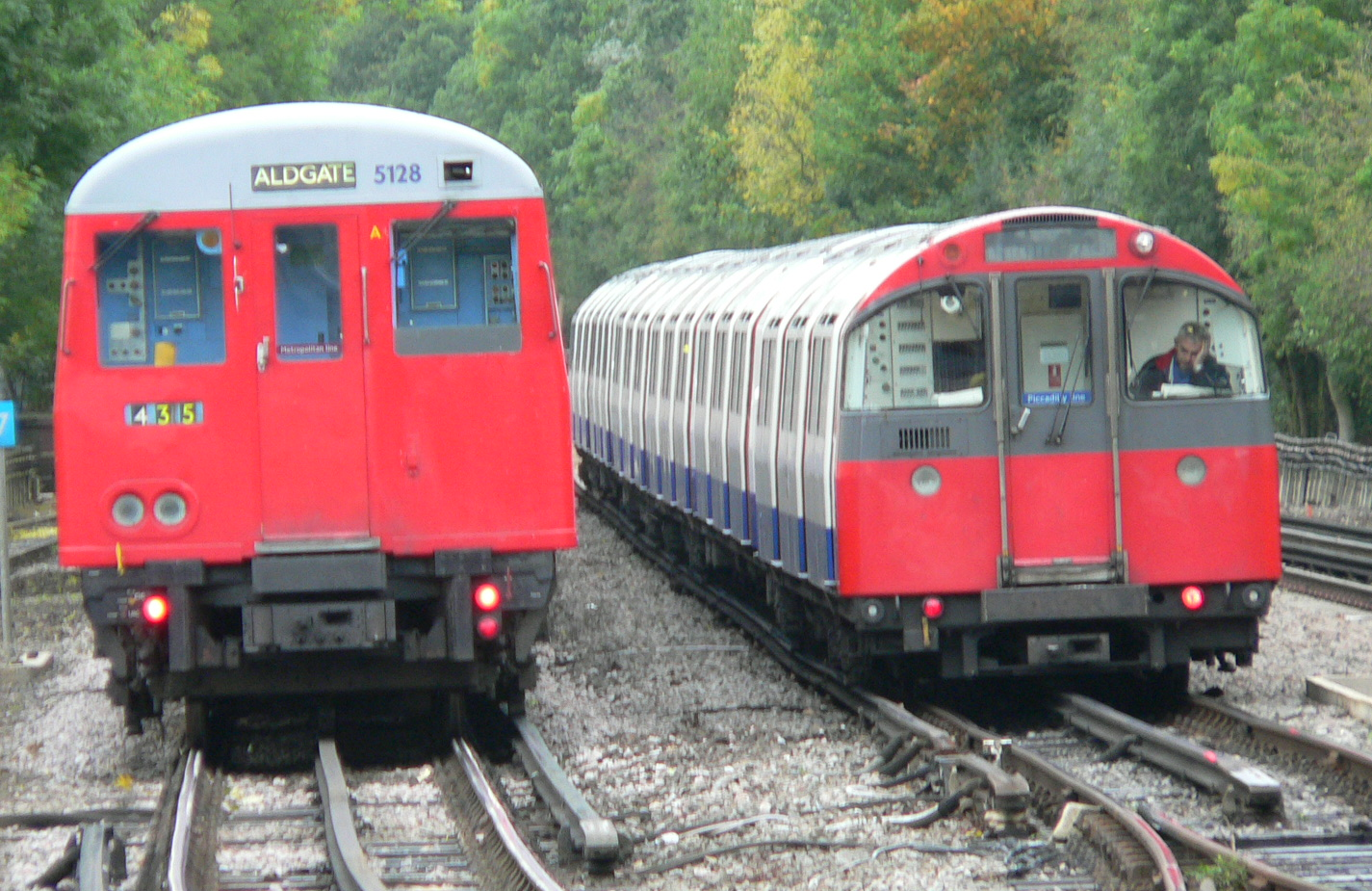
Trenes de subsuperficie (izquierda) y túnel (derecha), ambos pertenecientes al Metro de Londres.

El Subterráneo de Londres posee 268 estaciones; seis estaciones adicionales que están en la East London Line que son servidas por buses de reemplazo del Subterráneo, debido a los trabajos para que formen parte del London Overground. Catorce estaciones de Metro están fuera del Gran Londres, de las cuales cinco (Amersham, Chalfont & Latimer, Chesham, Chorleywood, y Epping) están bajo la autopista M25, que rodea a Londres. De los 32 municipios de Londres, seis (Bexley, Bromley, Croydon, Kingston upon Thames, Lewisham y Sutton) no pertenecen a la red de Metro, mientras que Hackney solo tiene las estaciones de Old Street y Manor House en sus límites.

### Material rodante y electrificación
El Metro de Londres utiliza material rodante construido entre 1960 y 2014. Los vehículos de las líneas de subsuperficie son identificados con una letra, mientras que en los vehículos de túnel se identifican con el año en que fueron diseñados. Todas las líneas han trabajado con un tipo distinto de vehículos excepto la District Line, la cual usa vehículos de ambos tipos.

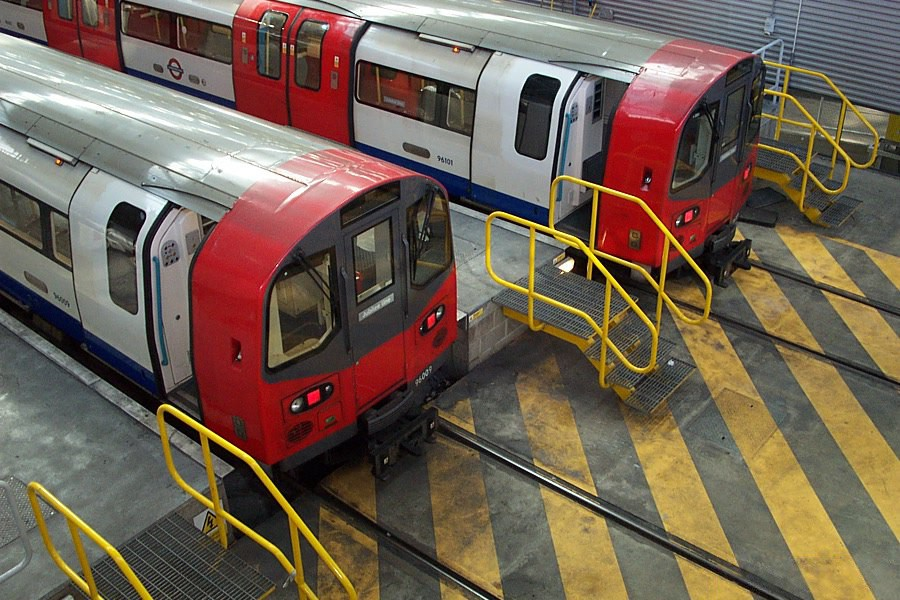
Trenes del Metro de Londres en el garaje de Stratford Market

El Metro de Londres es una de las pocas redes en el mundo que usa un sistema de cuatro rieles. El riel adicional lleva el retorno eléctrico que es provisto por los rieles de desplazamiento al tercer riel. En el Metro un tercer riel está por detrás de los rieles de desplazamiento, a -210 voltios de corriente directa, la cual combina para proveer un voltaje de tracción de 630 voltios de corriente directa.

### Mejoras y expansiones planeadas

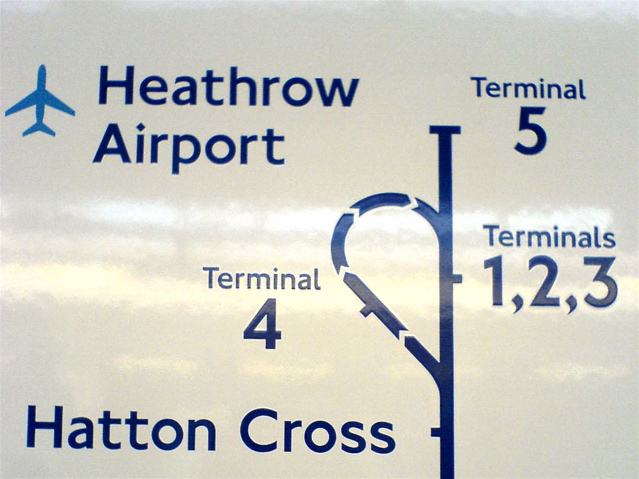
Un diagrama en la Estación Ealing Common, que muestra el recorrido de la Piccadilly line en el Aeropuerto de Heathrow.

Existen muchas mejoras planificadas para el Metro de Londres. Una nueva estación abrió en la Terminal 5 del Aeropuerto de Heathrow el 27 de marzo de 2008 y es la primera extensión del Metro de Londres desde 1999. Cada línea ha sido mejorada para aumentar la capacidad y comodidad, con nueva señalización computerizada, operación automática de trenes, reemplazo de vías y del mobiliario de las estaciones, y, cuando fue necesario, el reemplazo del material rodante.
La ampliamente propuesta Chelsea-Hackney Line, la cual se ha planeado que entre en operaciones en 2025, podría ser parte del Metro de Londres, lo que significaría que se le entregaría a la red una nueva línea que corre de noreste a sur y que proveería más intercambios con otras líneas y aliviaría la sobrepoblación de otras líneas. Dicha línea fue propuesta por primera vez en 1901 y ha estado en planificación desde ese entonces.
La propuesta denominada Croxley Rail Link contempla desviar el ramal de Watford (perteneciente a la Metropolitan Line) hacia la Estación de Watford Junction a lo largo de una vía férrea en desuso. El proyecto espera los fondos del Consejo del Condado de Hertfordshire y el Departamento de Transporte, y se mantiene en la etapa de propuesta.

## Viajes

### Billetes

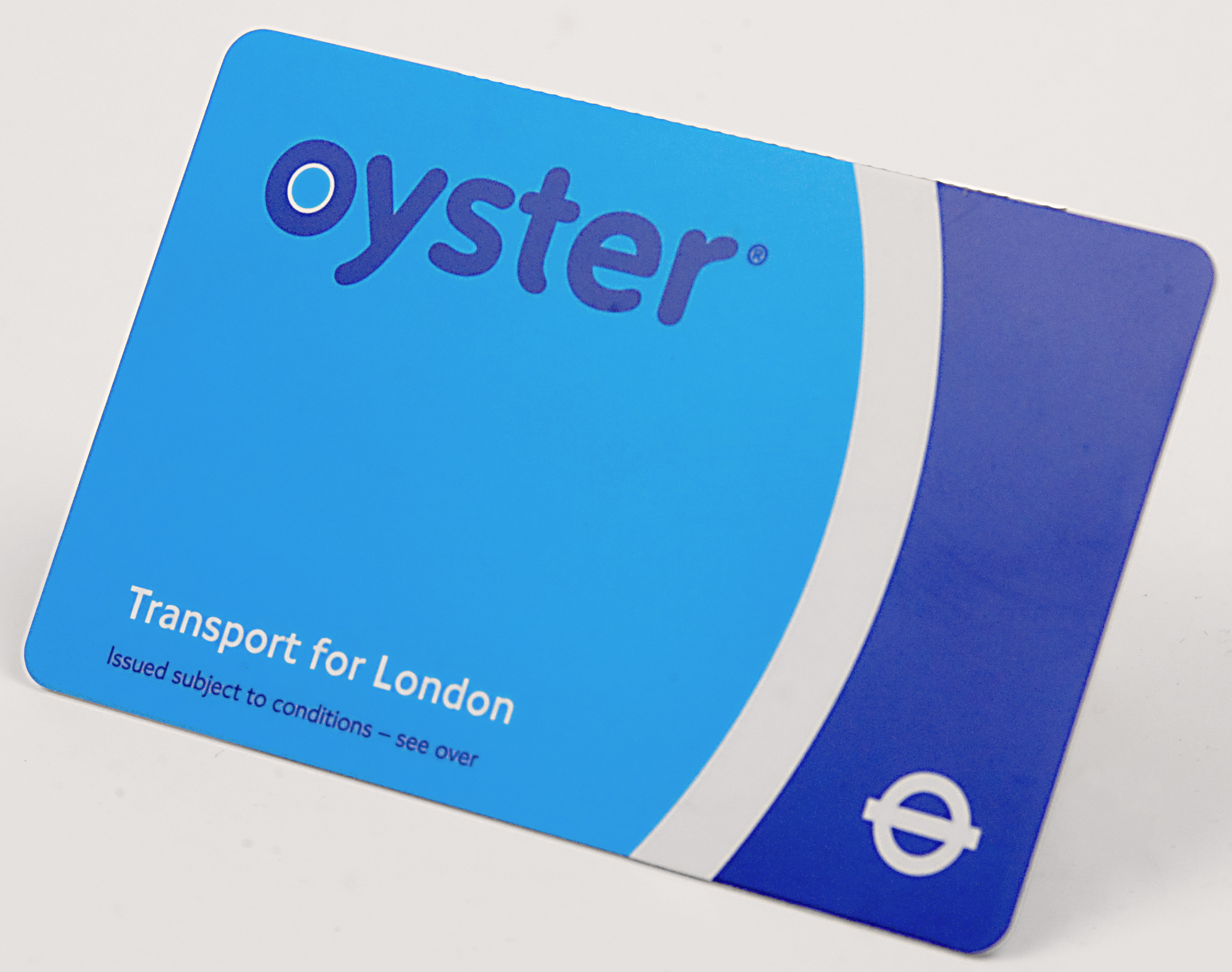
Oyster Card.

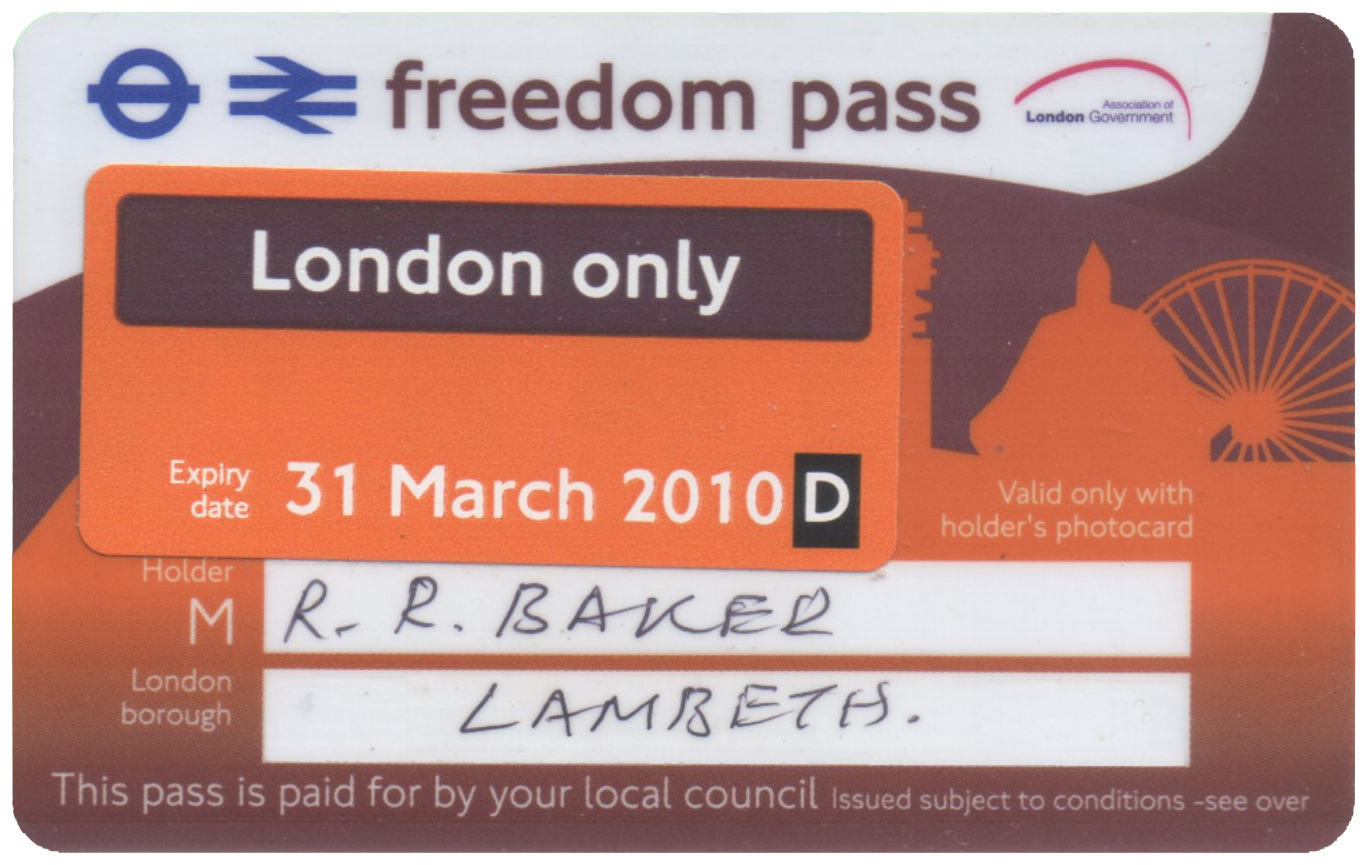
Freedom Pass.

El Metro de Londres utiliza las zonas de Travelcard de Transport for London (TfL) para calcular las tarifas. El Gran Londres está dividido en 6 zonas; la Zona 1 es la más central, con un límite que pasa justo por la Circle Line, y la Zona 6 es la más externa e incluye el Aeropuerto de Heathrow. Las estaciones en la Metropolitan Line fuera del Gran Londres están en las Zonas 7-9.
Las zonas de Travelcard 7-9 también se aplican en la línea de Euston a Watford Junction (parte del London Overground). Watford Junction está fuera de estas zonas y se le aplica una tarifa especial.
Existen oficinas de venta de billetes, las cuales poseen personal a cargo. Algunas abren por períodos limitados, y las máquinas expendedoras de billetes se pueden usar en cualquier momento. Algunas máquinas que venden un rango limitado de billetes solo aceptan monedas, otras máquinas con pantalla táctil aceptan monedas y billetes, y a menudo dan cambio. Estas máquinas también aceptan crédito y tarjetas de débito; algunas máquinas nuevas aceptan solo tarjetas.
Más recientemente, TfL ha introducido la Oyster card, una tarjeta inteligente inserta con un chip que no requiere de contacto, por lo que los pasajeros pueden obtener dinero para viajar con crédito, y usarla para pagar un viaje. Al igual que las Travelcards, pueden ser usadas en el Metro, buses, tranvías y en el DLR. La Oyster card es más barata para operar que los billetes sencillos y que las antiguas Travelcards con banda magnética, y el Metro está fomentando la adquisición de la Oyster card mediante tarifas especiales.
Para turistas y otros no residentes, que no necesiten viajar en el período de hora punta de la mañana, la Travelcard recargable desde una semana y ampliable a varias semanas (como el turista desee), es la mejor opción existente. Estas están disponibles en cualquier estación de metro o quiosco subterráneo de la red de metro. El coste de un viaje sin el PASS DAY es £5,50. Existe la posibilidad de disfrutar de viajes ilimitados en la red entre las 9:30 a. m. hasta el resto del día. El precio antes de las 09:30 es de 18,50£, más tarde se reduce a 12,50£. Esto provee un excelente valor para cada viaje que se realice, considerando que un solo viaje puede costar algo más de £5 (aunque sí hay que decir que el billete sencillo de valor £5 sirve para viajar todo el día en las diferentes líneas de metro de la red de Londres).

### Retrasos
De acuerdo a las estadísticas entregadas por el mismo Metro de Londres, el viajero promedio en la Metropolitan Line perdió tres días, 10 horas y 25 minutos en 2006 debido a retrasos. Entre el 15 de septiembre y el 14 de octubre de 2006, 211 servicios de trenes estuvieron retrasados por más de 15 minutos. Los pasajeros tienen el derecho a recibir una compensación si su viaje se retrasa en 15 minutos o más debido a circunstancias dentro del control de TfL.

### Horas de operación
El Metro de Londres no funciona las 24 horas del día (excepto en Año Nuevo y grandes eventos públicos - como el Jubileo de Oro de la Reina en 2002 y las ceremonias de apertura y clausura que se realizaron para los Juegos Olímpicos de 2012) debido a que muchas líneas solo poseen 2 vías (una en cada sentido) y por lo tanto necesitan cerrar en la noche por trabajos de mantenimiento. Los primeros trenes comienzan a operar cerca de las 4:30 a. m., corriendo hasta cerca de la 1:30 a. m. A diferencia de otros sistemas como el del Metro de Nueva York, pocas partes del metro tienen vías expresas que permiten a los trenes ir a sitios de mantenimiento.
A pesar de ello, el metro de Londres abrió las 24 horas los fines de semana a partir del 2015. El nombre de este servicio es Night Tube, y opera para las líneas de Central, Jubilee, Northern, Picadilly y Victoria.

### Accesibilidad
La accesibilidad a la gente con movilidad reducida no estaba considerada cuando la mayoría del sistema fue construido, y las estaciones más antiguas son inaccesibles para la gente con movilidad reducida. Las estaciones más recientes fueron diseñadas para poseer accesibilidad, pero en las antiguas estaciones la instalación de servicios de acceso para discapacitados es muy caro y técnicamente es extremadamente difícil, y a menudo imposible. Aun cuando hay escaleras mecánicas y ascensores, a menudo hay escalones entre el ascensor o escalera mecánica y el andén.
La mayoría de las estaciones en superficie tienen al menos un tramo corto de escaleras para aproximarse al nivel del suelo, y la gran mayoría de las estaciones bajo tierra requiere el uso de escaleras o de alguna de las 410 escaleras mecánicas. También existen pequeñas escaleras o pasillos para llegar a los andenes. Las escaleras de emergencia en la Estación de Covent Garden tienen 193 peldaños (el equivalente a subir un edificio de 15 pisos) para alcanzar la salida, por lo que se advierte a los pasajeros que usen los ascensores porque subir las escaleras puede ser peligroso.
Las escaleras mecánicas en las estaciones del Metro de Londres incluyen algunas de las más largas de Europa. La escalera mecánica más larga está en la Estación de Angel, de 60 metros de largo, con una altura vertical de 27,5 metros. Funciona 20 horas al día, 364 días al año, con el 95% de ellos operando en cualquier momento, y puede ser usado por 13 000 pasajeros por hora. El reglamento y la señalización indica que la gente debe ir en el lado derecho con tal de no obstruir el paso de la gente que quiere subir la escalera dando pasos.
TfL planea que para 2020 debe existir una red de sobre 100 estaciones accesibles para discapacitados, consistentes en aquellas recientemente construidas o reconstruidas, y un puñado de estaciones suburbanas y "estaciones clave", las cuales serán reconstruidas. Estas estaciones fueron seleccionadas debido a su gran flujo de pasajeros, potencial de intercambios, y ubicación geográfica.

### Colapso
El colapso, sobrepoblación o saturación del Metro de Londres ha sido un problema durante años para los pasajeros abonados especialmente durante las horas punta de la mañana y la tarde. Las estaciones que particularmente poseen problemas son Camden Town y Covent Garden, las cuales tienen restricciones de acceso en ciertos momentos. Las restricciones son introducidas en otras estaciones cuando es necesario. Varias estaciones han sido reconstruidas para lidiar con la sobrepoblación.
El 24 de septiembre de 2007 la estación de King's Cross St. Pancras fue cerrada por completo debido a saturación. Algunas estaciones han debido ser cerradas o habilitadas solo para salir debido a la sobrepoblación en hora punta. En otros momentos los trenes simplemente no se detienen en la estación colapsada y siguen hasta la estación más cercana. El colapso también se ha combatido bloqueando los torniquetes y los accesos a los andenes.

## Diseño y artes

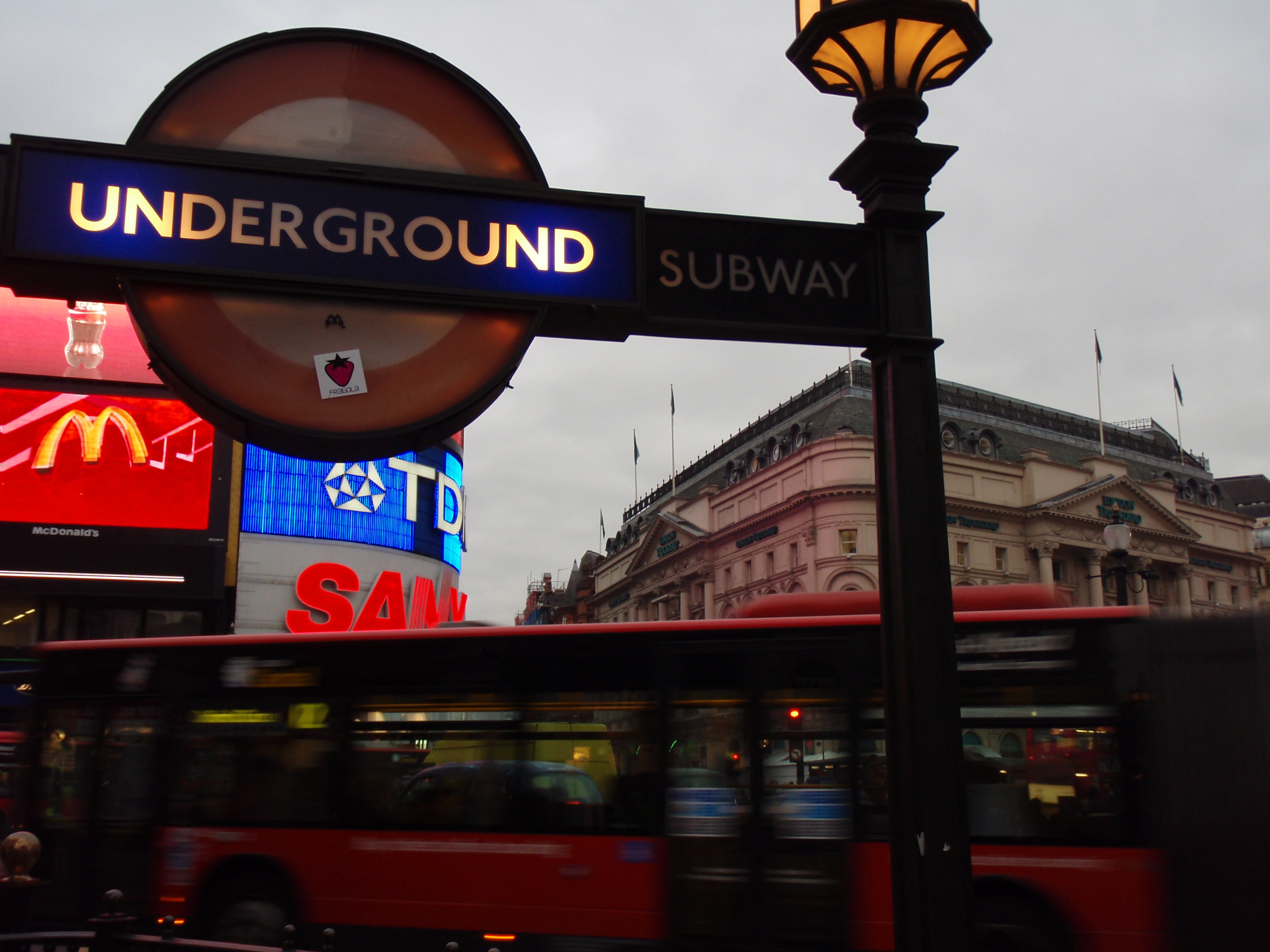
El logotipo característico del Metro de Londres, en la Estación Piccadilly Circus.

El Mapa del Metro de Londres y el logotipo de la "redondela" (ambos pertenecientes a TfL) son instantáneamente reconocibles por cualquier londinense, inglés, británico, y mucha gente alrededor del mundo.
TfL licencia la venta de ropa y otros accesorios en los cuales aparezcan sus elementos gráficos, y también toma acciones legales en contra del uso no autorizado de sus marcas registradas y del mapa del metro. A pesar de todo esto, las copias no autorizadas del logotipo continúan fabricándose alrededor del mundo.

### Mapa
Los mapas originales eran a menudo planos de calles con las líneas de metro superpuestas, pero como se hacía compleja la lectura de dichos mapas, esto produjo problemas de espacio, por lo que las estaciones centrales estaban muy juntas entre sí con respecto a las más alejadas del centro.
El mapa moderno del Metro de Londres evolucionó a un diseño del ingeniero eléctrico Harry Beck en 1931. Se caracterizaba por una disposición esquemática no geográfica que se basaba en los diagramas de circuitos y en el uso de un código de colores para las líneas.
El mapa en la actualidad es considerado un diseño clásico; prácticamente cualquier sistema ferroviario de una gran ciudad en el mundo posee un mapa semejante, y muchas compañías de autobuses también han adoptado el concepto.
Existen muchas referencias culturales acerca del mapa, incluyendo parodias de él, utilizando diferentes nombres de estaciones, particularmente en publicidad londinense de productos y servicios no relacionados con el metro ni con Transport for London.

### Tipografía
Edward Johnston diseñó la fuente tipográfica "sans-serif" característica de TfL en 1916. La fuente aún se utiliza a pesar de que fue sustancialmente modificada en 1979 por Eiichi Kono para producir la fuente "New Johnston". Se destaca por su curva en la parte inferior de la letra l minúscula, y el punto en forma de diamante en las letras i y j. TfL posee el copyright para ejercer control sobre la fuente, pero existe una aproximación a ella en la fuente TrueType Paddington, y la fuente Gill Sans también está inspirada en Johnston.

### La "redondela"

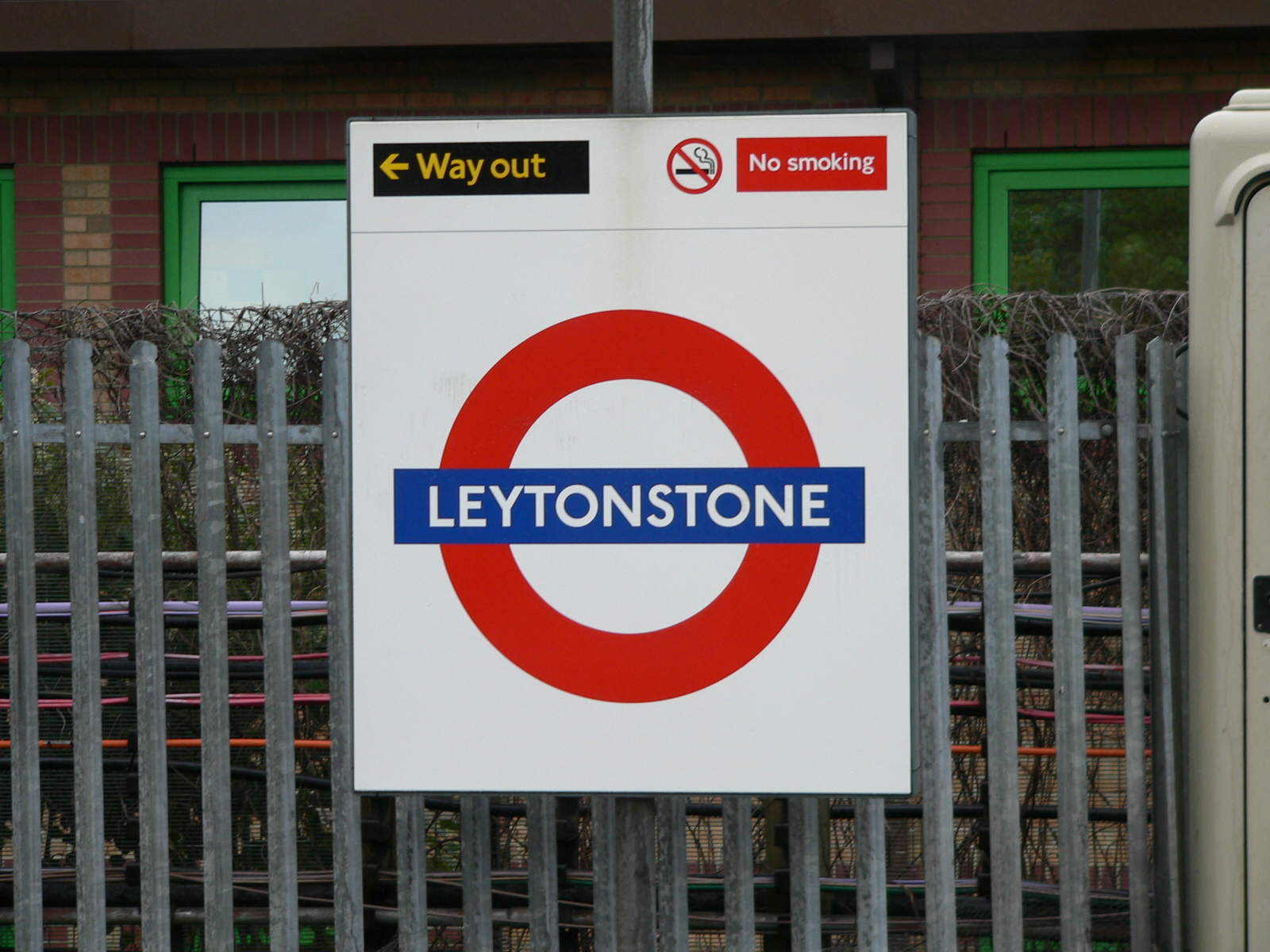
La clásica circunferencia con el nombre de la estación en la barra azul data de 1908. La circunferencia de la imagen puede ser vista en la Estación Leytonstone.

Los orígenes de la "redondela", conocida en los primeros años como "ojo de toro" (bulls-eye) u "objetivo" (target), son antiguos. Mientras que el primer uso de una redondela en el transporte londinense fue en el símbolo del siglo XIX de la London General Omnibus Company - una rueda con una barra horizontal en el centro y dentro de ella la palabra GENERAL(por ejemplo, Waterloo) - su uso en el metro parte de la decisión en 1908 de encontrar una manera más simple de destacar los nombres de las estaciones en los andenes. El círculo rojo con la barra del nombre de color azul fue rápidamente adoptado, con la palabra "UNDERGROUND" a lo largo de la barra, como primera identificación corporativa. El logotipo fue modificado por Edward Johnston en 1919.
Cada estación posee la "redondela" del metro, a menudo conteniendo el nombre de la estación en la barra central, en las estaciones y repetidamente a lo largo del andén, por lo que el nombre puede ser visto fácilmente por los pasajeros que llegan de los trenes.
La "redondela" ha sido usada en los autobuses y el metro por muchos años, y desde que Transport for London tomó control del ferrocarril subterráneo lo ha aplicado a sus otros tipos de transporte (taxi, tranvía, DLR, etc.) en diferentes pares de colores. La "redondela" ha pasado a ser un símbolo propio de Londres.
El centésimo aniversario de la redondela fue celebrado por TfL comisionando 100 nuevos trabajos que celebran el diseño.

### Contribución a las artes

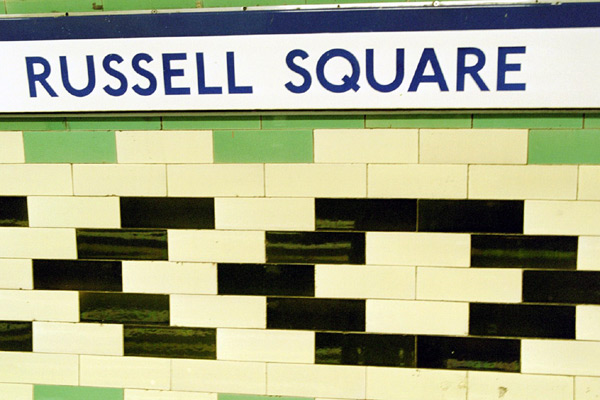
Diseño de las paredes de la Estación de Russell Square, que poseen un estilo denominado "edwardiano"

El Metro de Londres actualmente auspicia y contribuye a las artes a través de los programas Platform for Art y Poems on the Underground. Los pósteres y marquesinas (y en el caso de la Estación de Gloucester Road, una plataforma completa en desuso) son entregados para el trabajo artístico y la poesía con tal de crear un ambiente de impacto positivo y hacer más agradables los viajes".
El legado artístico incluye el empleo desde los años 20 de reconocidos diseñadores gráficos, ilustradores y artistas para sus propios pósteres publicitarios. Entre los diseñadores que hicieron trabajos para el Metro de Londres en los años 20 y 30 se cuentan Man Ray, Edward McKnight Kauffer y Fougasse. En los últimos años el metro ha fomentado trabajos de importantes artistas, incluyendo a R. B. Kitaj, John Bellany y Howard Hodgkin.
En arquitectura, Leslie Green estableció un estilo propio para las nuevas estaciones construidas en la primera década del siglo XX en las líneas Bakerloo, Piccadilly y Northern las cuales incluyeron patrones murales denominados "edwardianos", a pesar de que muchas de las actuales son réplicas. En los años 20 y 30, Charles Holden diseñó una serie de estaciones con estilo modernista y art-decó por las cuales se ha hecho famoso el Metro de Londres. El diseño de Holden para el edificio de las oficinas centrales del Metro de Londres incluía esculturas de Jacob Epstein, Eric Gill y Henry Moore (su primer trabajo para público). Misha Black fue nombrada consultora de diseño para la Victoria Line de los años 60, contribuyendo al diseño del uniforme de la línea, mientras que las estaciones para la extensión de la Jubilee Line en los años 90 fueron diseñadas por arquitectos de renombre como Norman Foster, Michael Hopkins y Will Alsop.
Muchas estaciones también poseen diseños únicos en su interior para ayudar a los pasajeros a identificarlas. A menudo estas estaciones están insertos en la temática de significancia local. Los azulejos de la Estación de Baker Street incorpora repeticiones de la silueta de Sherlock Holmes. La Estación de Tottenham Court Road posee mosaicos semi-abstractos de Eduardo Paolozzi que representan la industria musical de Denmark Street. Las plataformas de la Northern Line en la Estación de Charing Cross poseen murales de David Gentleman acerca de la construcción del sector de Charing Cross.